# Conor Jackson
Conor Sims Jackson (né le 7 mai 1982 à Austin, Texas, États-Unis) est un ancien voltigeur de gauche et joueur de premier but au baseball. Il a évolué dans les Ligues majeures entre 2005 2011.

## Carrière
Athlète évoluant à l'Université de Californie à Berkeley, Conor Jackson est un choix de première ronde (19e joueur sélectionné au total) des Diamondbacks de l'Arizona en 2003. Ce choix de repêchage avait été obtenu des Mariners de Seattle en compensation pour la signature par ces derniers de l'agent libre Greg Colbrunn.
Jackson fait ses débuts dans les majeures le 28 juillet 2005 à Chicago face aux Cubs. Le 30 juillet, toujours à Wrigley Field contre Chicago, il réussit son premier coup sûr dans les grandes ligues contre Rich Hill. Il produit un premier point plus tard dans le match. Le 6 août, alors que les Diamondbacks accueillent les Rockies du Colorado, Jackson claque ses deux premiers coups de circuit dans les majeures, tous deux face au lanceur Jeff Francis. Le jeune joueur de premier but dispute 40 parties pour Arizona dans le deuxième droit de la saison 2005, totalisant deux circuits et huit points produits, mais une moyenne au bâton d'à peine,200.
On lui confie le poste de joueur de premier but des D-Backs sur une base régulière en 2006. En offensive, il répond bien à l'appel, élevant sa moyenne au bâton à ,291 en 140 matchs joués, avec 15 circuits et 79 points produits.
En 2007, sa moyenne (,284) perd quelques points mais il réussit à nouveau 15 circuits, en plus de totaliser 60 points produits en 130 matchs.
En 2008, Jackson établit un record personnel de 162 coups sûrs, éclipsant son plus haut total précédent de 141 en 2006. Il frappe 12 coups de circuits et fait marquer 75 points en plus de maintenir une moyenne au bâton de,300 en 144 parties. À partir de cette saison, il est utilisé autant comme joueur de champ extérieur que comme premier but.
Conor Jackson contracte la coccidioïdomycose et ne joue que 30 parties pour les Diamondbacks durant la saison 2009.
En 2010, ses performances à l'attaque sont peu impressionnantes après 42 parties jouées pour Arizona. Les Diamondbacks l'échangent aux Athletics d'Oakland le 15 juin en retour du lanceur Sam Demel.
Le 1er septembre 2011, Jackson passe des Athletics aux Red Sox de Boston en retour du lanceur droitier des ligues mineures Jason Rice. Il termine sa septième saison dans les majeures avec 43 points produits et une moyenne au bâton de ,244 en 114 parties jouées, dont 102 pour les A's et 12 pour les Sox.
Le 6 février 2012, il signe un contrat des ligues mineures avec les Rangers du Texas. Il est libéré par les Rangers le 26 mars durant l'entraînement de printemps. Le 31 mars, il rejoint les White Sox de Chicago.
Conor Jackson a reçu le surnom Co-Jack des médias de l'Arizona.